# ليونارد ستار
ليونارد ستار (بالإنجليزية: Leonard Starr)‏ هو رسام كارتون وكاتب سيناريو أمريكي، ولد في 28 أكتوبر 1925 في نيويورك في الولايات المتحدة، وتوفي في 30 يونيو 2015.

## وصلات خارجية
- الموقع الرسمي
- ليونارد ستار على موقع IMDb (الإنجليزية)